# Međunarodni dan zaštite močvare i močvarnih staništa
Međunarodni dan zaštite močvare i močvarnih staništa obilježava se 2. veljače u svim državama svijeta. 
Još prije samo dvadesetak godina, ljudi su močvarna područja smatrali nepotrebnima, prljavima i izvorima različitih bolesti. To vjerovanje dovelo je do uništavanja najbogatijih ekoloških sustava. U močvarnim područjima (koja danas čine 6% površine Zemlje) živi 40% svih biljnih i životinjskih vrsta.
Pokušavajući spriječiti daljnju devastaciju, 116 država svijeta, a među njima i Hrvatska, potpisale su tzv. Ramsarsku konvenciju kojom se obvezuju na očuvanje močvara na vlastitom teritoriju. Jedno od najvećih dostignuća Ramsarske konvencije je popis močvara od međunarodne važnosti. Iz Hrvatske na Ramsarskom popisu su Lonjsko i Mokro polje, Kopački rit, donji tok Neretve i ribnjaci Crna Mlaka.

## Vanjske poveznice
- ramsar.org (engl.)